# Un cours en miracles
Un cours en miracles est une série de trois livres ésotériques, résultat d'un travail de collaboration entre deux psychologues américains, Helen Schucman (en) et William Thetford (en), publiés en 1976.

## Historique
L'autrice principale, Helen Schucman, une psychologue américaine, dit avoir rédigé ce livre par écriture guidée, sur le principe de la clairaudience, entre 1965 et 1972. Selon ses dires, la voix qui lui dicta ce texte serait celle de Jésus. A sa requête, son rôle dans la rédaction du livre ne fut pas révélée au public avant sa mort en 1981,. Le livre est publié en grande partie grâce à des fonds de l'Erickson Educational Foundation, dirigée par Reed Erickson.
Le cours consiste en trois sections: "Texte", "livre de travail pour les étudiants" et "manuel pour les enseignants". Sa distribution s'est faite au début par des photocopies avant sa première publication en 1976 par la "Foundation for Inner Peace". Les droits d'auteur et de marque, tenus par deux fondations, furent révoqués en 2004 après une longue procédure car les versions les plus anciennes avaient été circulées sans mention du copyright,.
Cette œuvre est un livre à succès depuis sa parution[réf. nécessaire]. La vente la plus élevée se produisit en 1992 après que Marianne Williamson parla du livre durant le The Oprah Winfrey Show, il y eut alors 2 millions de livres vendus uniquement pour cette année là.
Depuis 1976, il a été traduit en 22 langues.

## Description
La voix intérieure est présentée par ses auteurs comme étant celle de Jésus, mais ce dernier est différent du Jésus des évangiles, puisque décrit comme un maître spirituel d'inspiration bouddhiste, prêchant l'éveil spirituel par le biais d'une approche gnostique individualiste. Par certains aspects, il présente également des concepts hindouistes habillés d'une terminologie chrétienne.
Le cours est composé de trois livres : le texte, le livre d'exercices pour étudiants et le manuel pour enseignants. Selon ses auteurs, le cours est censé s'étudier seul et permettre une "élévation et une transformation spirituelle".
Un des principes centraux du cours est que l'être humain est exclusivement spirituel, « tout entier amour et perfection », et qu'il vit dans un état de rêve permanent, faisant de toute existence matérielle et de tout état de souffrance une illusion générée par le mental. Il n'y aurait pas de monde extérieur à lui puisque ce monde n'est qu'une projection de ce qui est en lui.
L'ouvrage fait également l'apologie d'une divinité messianique intégralement endogène, qu'il appartient à l'élève de découvrir pour accéder au pardon, puis à la vérité triomphant de l'illusion, par la prise de conscience de son « messie intérieur ».

## Analyse
Présenté comme une reformulation du message chrétien, cet ouvrage rejette pourtant catégoriquement, dans son approche exotérique comme ésotérique, la tradition christologique connue jusqu'alors, pour s'approcher davantage des spiritualités gnostiques orientales.
A ce titre, si ce livre se présente sous la forme d'une parole transmise par écriture guidée, il syncrétise néanmoins nombre de références philosophiques et spirituelles antérieures à sa transcription, dont notamment :
- la théorie non-dualiste ;
- le courant bouddhiste Chittamatra ;
- la théorie immatérialiste de George Berkeley ;
- le gnosticisme ;
- le messianisme ;
- le spiritualisme ;
- la théosophie ;
- les croyances traditionnelles du mouvement New Age.